# Jesenica (rijeka)
Jesenica (ili Lička Jesenica) je rijeka ponornica u Hrvatskoj, u Karlovačkoj županiji.

## Opis
Jesenica je tipična krška rijeka ponornica. Duljina toka od Velikog vrela do mjesta poniranja je oko 6,5 km. Donji dio rijeke (oko 1 km) ljeti presuši. U gornjem toku rijeka teče dolinom kroz crnogoricom obraslo gorje. Prosječna dubina korita je 1,5 m. U donjem toku to je ravničarska rijeka s dubinom i do 5 m. Prosječna širina rijeke je oko 10 metara, iako je na nekim mjestima široka i do 50 metara.

## Poniranje
Svoj tok rijeka završava poniranjem kod ličkojeseničkog zaseoka Potpolje na 467 m.n.v. (45°00′14″N 15°27′00″E / 45.004°N 15.45°E).  Nakon 12-13 km podzemnog toka, rijeka izvire kod sela Slušnica kod slunjskog Novog Sela. Odatle nastavlja tok pod imenom Slunjčica te u Rastokama utječe u Koranu.

## Bogatstva i čistoća
Rijeka je vrlo čista i pitka na cijelom svom toku i spada u prvu kategoriju o čistoći voda, o čemu govore i laboratorijska ispitivanja zavoda za javno zdravstvo. Valja napomenuti da je ispitivanje iz 2006. godine obavljeno na kraju toka ispod zaseoka Potpolje i da je rezultat bio odličan i skoro isti kao i na ostalim dijelovima toka.
 
Na izvoru "Malo vrelo" (ili Kebino vrelo, nalazi se i vodocrpilište kao i kompletna vodovodna mreža za naselja Lička Jesenica, 
 Begovac i Blata koje je izgrađeno 1979. godine u tadašnjoj MZ (mjesna zajednica) Lička Jesenica. Valja dodati da je ova infrastruktura izgrađena samodoprinosom i radom samih mještana ovih naselja i manjim dijelom novčane pomoći općine Ogulini tako stanovništvo opskrbljeno prirodnom čistom i pitkom vodom.

## Ribolov
Rijeka Jesenica je bogata potočnom pastrvom ((lat.)salmo truttio) ((eng) Brown trout i pior. 
Potočna pastrva je slatkovodna riba iz porodice salmonida ((lat). scient. Salmonidae) koja opstaje u izuzetno čistim i brzim vodama jer im za reprodukciju pogoduje kamenito tlo i rupe u kamenu ili šljunku gdje ostavljaju svoja jajašca. 
Ovo je proždrljivi predator i može se reći da proždire svaku životinju koju može progutati, od insekata do rakova i riba,  
pa i malih žaba. Lovi se sa svim mogućim tehnikama i ako nema nikakav ekonomski značaj a općenito je najsjajniji i najdraži 
plijen ribarima iz cijele Evrope, a jela su vrlo ukusna. Ribolov je dozvoljen na većem dijelu toka osim u vrijeme lovostaja, a dozvole, kako dnevne i mjesečne, tako i one godišnje se mogu nabaviti kod ribolovne udruge Saborsko   .Nekada je rijeka Jesenica bila bogata riječnim rakovima i do 80-ig godina prošlog stoljeća su se mogli vidjeti čak i na kraju njenog toka, dok bi danas vrlo uporni mogli naći po nekog račića u gornjem toku rijeke.

## Galerija slika
- Kneževići pilana
- Kneževići brana
- Izliv Jesenice, 
travanj 2013.
- Gornji tok
- Donji tok koji ljeti presuši

## Vanjske poveznice
- O rijeci Jesenici na službenim stranicama Saborskog, www.saborsko.hr